# Kommissarin Lucas
Kommissarin Lucas è una serie televisiva tedesca di genere poliziesco, ideata da Michael Reufsteck e Stefan Niggemeier e prodotta dal 2002 da Olga Film.  Protagonista, nel ruolo del Commissario Ellen Lucas è l'attrice Ulrike Kriener; altri interpreti principali sono Anke Engelke, Michael Roll, Lasse Myhr e Tilo Prückner.
La serie, trasmessa da ZDF, si compone 26 episodi, della durata di 90 minuti ciascuno. Il primo episodio, intitolato Die blaue Blume, fu trasmesso in prima visione il 1º marzo 2003.

## Trama
Ellen Lucas è un commissario di polizia, che dopo il ferimento del marito, ricoverato in coma in una clinica di Ratisbona, si trasferisce da Colonia nella città bavarese. Nella nuova squadra è affiancata dapprima dal commissario Stefan Deuter e poi dal commissario Leander Blohm.

## Premi e nomination
- 2007: Nomination al Premio Adolf Grimme per l'episodio Das Verhör